# Sokolniki Drzązgowskie
Sokolniki Drzązgowskie – wieś w Polsce położona w województwie wielkopolskim, w powiecie poznańskim, w gminie Kostrzyn. Leżą przy skrzyżowaniu lokalnych dróg (do Siedlca i Sokolnik Klonowskich), na południe od linii kolejowej nr 3.
Wcześniejszą nazwą były Sokolniki Pieczyska. Pod koniec wieku były folwarkiem w majątku Drzązgowo. Sokolniki Drzązgowskie liczyły wtedy 4 domostwa i 77 mieszkańców. W latach 1975–1998 miejscowość administracyjnie należała do województwa poznańskiego. W 2011 we wsi mieszkało 40 osób.